# Ібе Паликуча
Ібе Паликуча, уроджена Ібе Шерифа Паликучі (алб. Ibe Serifa Palikuqi; 1927 Дебар — 22 вересня 1944, Шутове) — югославська албанська партизанка Народно-визвольної війни Югославії, Народний герой Югославії.

## Біографія

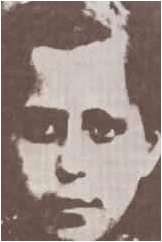
Ібе

Народилася в 1927 році в Дебарі, в албанській родині. Закінчивши школу, стала домогосподаркою. У 1941 році після окупації заходу Македонії італійцями та її приєднання до албанської маріонеткової держави, долучилася до партизанського руху разом зі своїм братом, виконувала обов'язки кур'єра (доставляючи листи). У віці 15 років була прийнята до Союзу комуністичної молоді Югославії стараннями свого батька, який брав участь в албанському антифашистському русі Енвера Ходжі. У липні 1943 року прийнята до Комуністичної партії Югославії.

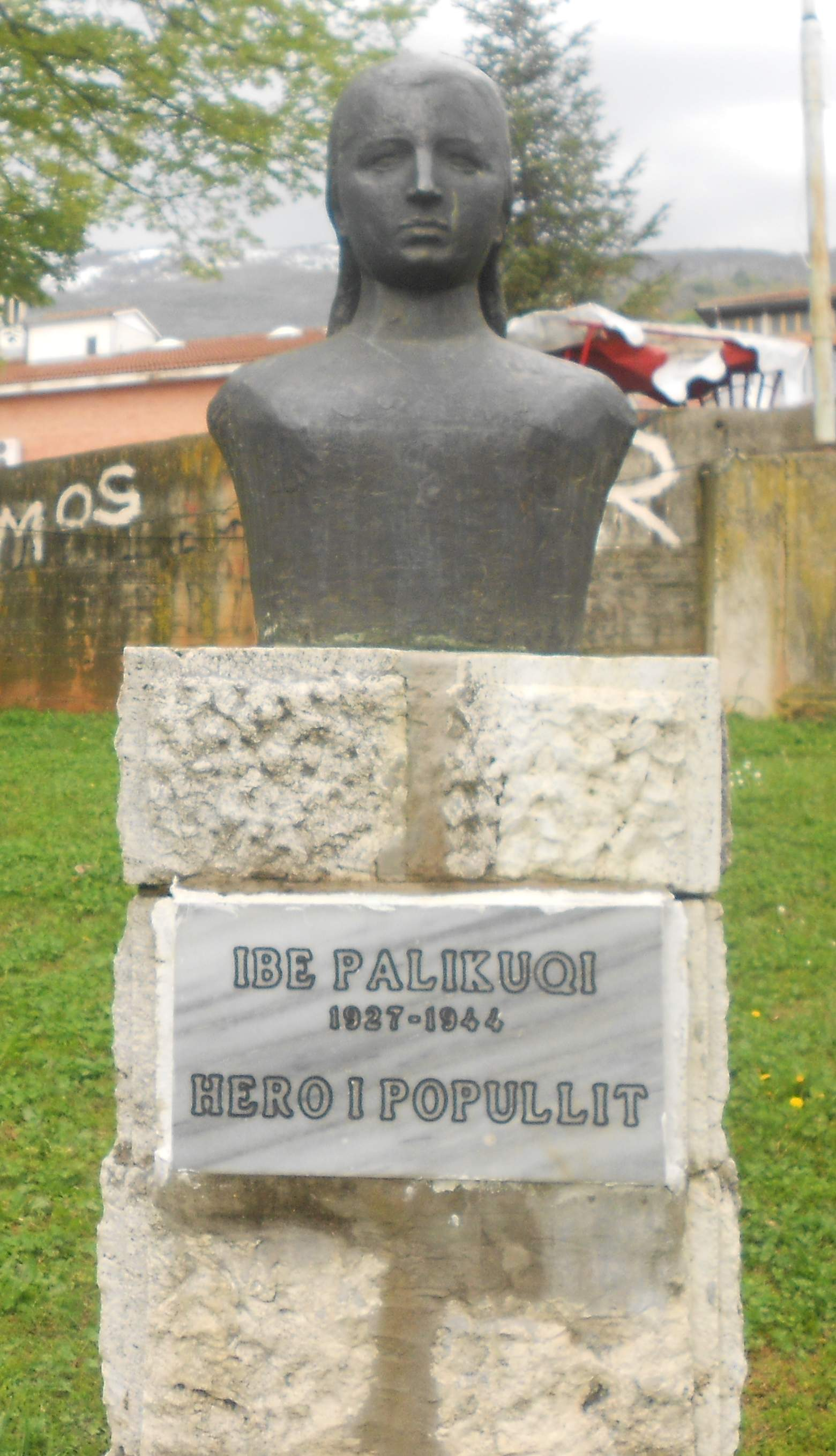
Пам'ятник Ібе в Дебарі

У вересні 1943 року після капітуляції Італії Дебар був фактично звільнений, і в ньому була організована народна влада. Ібе брала участь у всіх нарадах і з'їздах. Під час Шостого антипартизанського відступу партизани змушені були залишити Дебар, а з ними пішла також Ібе. Незабаром вона увійшла до Дебарского міського комітету при КПЮ. Активно працювала з дівчатами і допомагала їм вступати до війська. За час своєї роботи Ібе стала одним з найбільш серйозних ворогів окупаційної влади, внаслідок чого на неї часто готувалися замахи. Щоб не потрапити в руки супротивника, Ібе вступила офіційно до лав партизанів, зайнявши посаду заступника командира роти в 6-й бригаді Народно-визвольної армії Албанії.
20 вересня 1944 року в одному з боїв проти «албанських націоналістів», яким німці постачали зброю, поблизу Кичево Ібе була поранена і госпіталізована, проте в селі Шутове вона померла від поранень.
8 жовтня 1953 посмертно нагороджена Орденом Народного героя Югославії.